# 维莱圣克里斯托夫
维莱圣克里斯托夫（法語：Villers-Saint-Christophe，法語發音：[vilɛʁ sɛ̃ kʁistɔf]）是法国上法蘭西大區埃纳省的一个市镇，属于圣康坦区。

## 地理
维莱圣克里斯托夫（49°46'46"N, 3°5'35"E）面积8.99 平方千米，位于法国上法蘭西大區埃纳省，该省份为法国北部内陆省份，北起北部省，西接索姆省和瓦兹省，东临阿登省和马恩省，西南至塞纳-马恩省，东北部与比利时接壤。
与维莱圣克里斯托夫接壤的市镇（或旧市镇、城区）包括：欧比尼欧凯讷、杜希、福雷斯特、皮通、杜伊、阿姆、桑库尔。

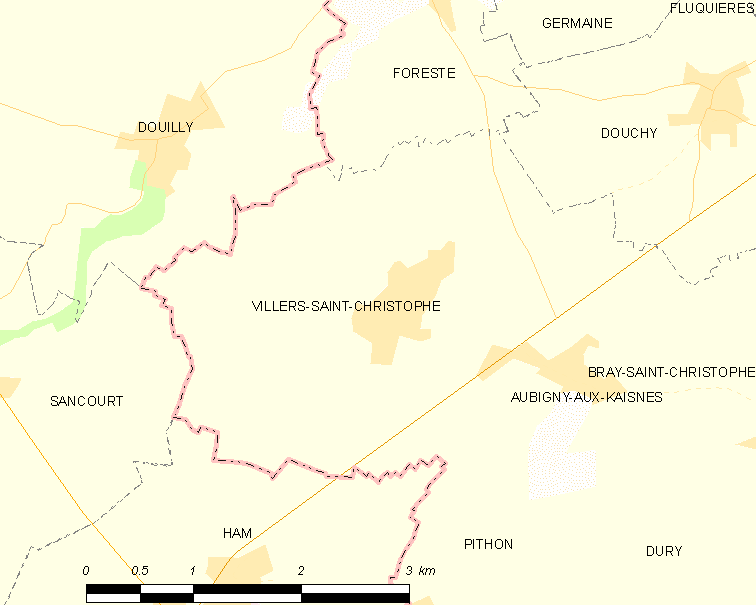
维莱圣克里斯托夫的OSM定位图

维莱圣克里斯托夫的时区为UTC+01:00、UTC+02:00（夏令时）。

## 行政
维莱圣克里斯托夫的邮政编码为02590，INSEE市镇编码为02815。

## 政治
维莱圣克里斯托夫所属的省级选区为里布蒙县。

## 人口

1962-2008年间维莱圣克里斯托夫人口变化图示

维莱圣克里斯托夫于2022年1月1日时的人口数量为419人。